# Juan Ocón
Juan Ocón (Mazatlán, 1890 - Ciudad de México, 1927) fue un fotógrafo pictorialista.

## Trayectoria
Fue discípulo de Librado García Smarth. se desarrolló profesionalmente en Culiacán, Guadalajara y Ciudad de México. Su labor como artista estuvo influenciada por la corriente estética llamada Pictorialismo, la cual considera que la impresión fotográfica debe ser equiparable a la pintura. 
Probablemente Ocón sea el mayor representante de esta escuela en México. Su clientela fue la rica burguesía derivada de la Revolución mexicana. 
Numerosos retratos suyos aparecieron publicados en las principales revistas ilustradas de la época.
En 2011 se organizó la Fundación Juan Ocón, dedicada a preservar e investigar su obra fotográfica y pictórica.

## Publicaciones
En enero de 2011 la revista mexicana Alquimia publicó un portafolio de su obra. El "Díptico de Gloria Amor", una de sus obras maestras, ocupó la portada de dicha publicación